# المجمع المصري للثقافة العلمية
المجمع المصري للثقافة العلمية هو جمعية ثقافية مصرية تعنى بنشر الثقافة العلمية باللغة العربية

## التأسيس
أنشئ المجمع المصري للثقافة العلمية  في القاهرة عام 1930 وقد ذكره الدكتور محمود حافظ في كتابه "المجمع المصري للثقافة العلمية": "عندما بدا التفكير في إنشاء المجمع المصري للثقافة العلمية في شهر يونيو 1929 كان بمصر تسع من الجمعيات العلمية ولم تكن من بينها جمعية جعلت نشاطها كله أو جله يدور حول الثقافة العلمية " "لذلك اجتمع نخبة من علماء مصر في ذلك التاريخ وقد حباهم الله نفحة من علمه وقبسا من نوره" " اجتمعت هذه النخبة بدار المقتطف وفي العاشر من شهر يناير 1930 قر قرارهم على إنشاء المجمع المصري للثقافة العلمية واختاروا علي ابراهيم (جراح مصر) رئيساً للمجمع"

### الأهداف
نشر الثقافة العلمية وبث الروح العلمية والعناية باللغة العربية وإبداء الرأي في المشروعات القومية

## المجلس التأسيسي (يناير 1930
علي إبراهيم، محمد رضا مدور، كامل منصور، محمد شاهين، جرجي صبحي، فارس نمر, علي حسن، خليل عبد الخالق, أحمد زكي أبو شادي، أحمد زكي,عبد العزيز أحمد, اندراوس شخاخيري, علي مصطفى مشرفة، إسماعيل مظهر, حسن صادق, سلامة موسى، محمد شرف,حسين سري,علي توفيق شوشة,محمد توفيق حفناوي,فارس نمر، فؤاد صروف,سكرتير عام كامل كيلاني مساعد سكرتير ,أحمد زكي عاكف

## النشاط
للمجمع مجلة دورية تسمى مجلة المجمع المصري للثقافة العلمية  وكتاب سنوي,

## نماذج من المنشورات
الكتاب السنوي الذي يحتوي على مجموعة المحاضرات التي القيت في مؤتمر المجمع لسنة 1930,
الكتاب السنوي الذي يحتوي على مجموعة المحاضرات التي القيت في المجمع عام 1942 
الذرة في خدمة السلام ( مجموعة محاضرات ألقيت بالمؤتمر السنوي السادس والعشرين للمجمع المصري للثقافة العلمية) 1956.